# الجنرال (فلم)
الجنرال (بالإنجليزية:The General) هو فيلم أمريكي كوميدي صامت أنتج عام 1926 وأصدرته شركة يونايتد آرتيست وهو مستوحى من مطاردة القاطرة الكبرى، والتي حدثت في عام 1862. مثل باستر كيتون دور البطولة في الفيلم، وشارك في إخراجه مع كلايد بروكمان. تم اقتباس القصة من قبل أل بوسيرغ وبروكمان وكيتون، وتشارلز هنري سميث (لم يسجل) وبول سميث جيرارد (لم يسجل) من مذكرات مطاردة القطار الكبرى بقلم وليام بيتنجر.
الفيلم هو ملحمة مغامرات كلاسيكية وأنتج في نهاية عصر السينما الصامتة، واستقبل بشكل سيء في تقييمات النقاد (اعتبر مملا ومخيبا للآمال) وفي شباك التذاكر (حوالي نصف مليون دولار محليا، وحوالي مليون في جميع أنحاء العالم) في وقت صدوره الأصلي، ولكن النقاد اليوم يعتبرونه أحد أعظم الأفلام على الإطلاق. ومع ذلك، فبسبب ميزانيته الضخمة (750,000 دولار قدمها رئيس مترو جوزيف شينك) وضعف حصيلته على شباك التذاكر، فقد كيتون استقلاليته كمخرج أفلام واضطر لعقد اتفاق تقييدي مع MGM. دخل الفيلم مجال الملكية العامة في عام 1956 (في الولايات المتحدة) بسبب عدم قيام مالك الحقوق بتجديد تسجيل حق المؤلف بعد 28 سنة من النشر.

## القصة
يعمل عامل القطار جوني غراي (كيتون) في سكة حديد أتلانتيك أند وسترن في ماريتا، جورجيا لرؤية حبيبته وخطيبته أنابيل لي (ماريون ماك)، وحبه الآخر هو قطاره «الجنرال». عندما اندلعت الحرب الأهلية الأمريكية، سارع ليكون في أول طابور التسجيل مع الجيش الجنوبي، ولكن تم رفضه لأنه كان ذا قيمة في وظيفته الحالية. وعندما ترك الصف وجد أمامه والد أنابيل وشقيقها، اللذان طلبا منه الانضمام إليهم في الطابور، ولكنه مشى بعيدا، ما أعطاهم الانطباع بأنه لا يريد أن ينضم للحرب. قالت أنابيل لجوني أنها لن تتحدث له مجددا حتى ينضم للجيش.
بعد مضي سنة، تتلقى أنابيل الأخبار بأن أباها أصيب. تسافر شمالا على متن الجنرال لرؤيته ولكن لا تزال غاضبة من جوني. عند توقف القطار في إحدى المحطات، نزل الركاب لتناول وجبة سريعة. استغل جواسيس الاتحاد بقيادة الكابتن أندرسون (غلين كافندر) هذه الفرصة لسرقة القطار. أصبحت انابيل سجينة دون قصد. بدأ جوني المطاردة، في البداية جريا على الأقدام، ثم بعربة يدوية وثم بدراجة، قبل وصوله إلى المحطة في تشاتانوجا. هناك نبه إرسالية الجيش، والتي ركبت قطارا آخر لمطاردتهم، حيث يقود جوني قطار «تكساس». ومع ذلك، لم تكن العربات موصولة بالقطار، فترك جوني القوات وراءه. وعندما أدرك أنه وحده، عرف أن الأوان فات للعودة.
حاول عملاء الاتحاد بشتى الأساليب التخلص من مطاردهم العنيد (كانوا يعتقدون أن جنود الجنوب يرافقونه)، بما في ذلك فصل عرباتهم إسقاط روابط سكك الحديد على القضبان. وفي الوقت الذي استمرت فيه هذه المبارزة الغريبة نحو الشمال، أمر جيش تينيسي الجنوبي بالتراجع أمام تقدم الجيش الشمالي. لاحظ جوني أخيرا أنه محاط بجنود الاتحاد ويدرك الخاطفون أن جوني كان وحيدا. فأوقف جوني القطار واختبأ في الغابة.
مع حلول الظلام، يدخل جوني صدفة في معسكر شمالي. تسلق من النافذة لسرقة بعض الطعام بعد أن أنهكه الجوع، ولكنه اضطر للاختباء تحت الطاولة عندما دخل ضباط العدو. سمعهم يتناقشون في خطتهم لشن هجوم مفاجئ؛ علم جوني أن تأمين جسر روك ريفر ضروري لقطارات التوريد الخاصة بهم. ثم يرى أنابيل وهم يحضرونها؛ وأخذت إلى غرفة تحت الحراسة إلى حين يقررون ما يجب فعله معها. بعد انتهاء الاجتماع، يقوم جوني بضرب الحراس ويحرر أنابيل. ويهرب الاثنان إلى الغابة.
في اليوم التالي، خرج جوني وأنابيل من الغابة ووجدا نفسيهما بالقرب من محطة سكة الحديد، حيث يجري تنظيم جنود الاتحاد والبنادق والمعدات للهجوم. رأى جوني قطاره «الجنرال» في خضم كل ذلك، ووضع خطة لتحذير الجنوب. صعد إلى عربة نقل وراء الجنرال بعد أن أخفى أنابيل داخل كيس، واستعاد قطاره مجددا. وانطلق قطاران وراءه، في حين تم شن الهجوم الشمالي على الفور. على نقيض المطاردة الأولى، كان على جوني أن يتخلص من مطارديه. وفي النهاية، يبدأ بإشعال حريق خلف الجنرال في وسط جسر روك ريفر.
وصل جوني إلى خطوط الجنوبيين، وأعلم قائد الجيش المحلي بالهجوم الوشيك. اندفعت القوات الكونفدرالية للدفاع عن الجسر. وفي الوقت نفسه، اجتمعت أنابيل مع والدها الذي كان يتعافى من إصابته. ينطلق قطار «تكساس» على الجسر المحترق ولكنه ينهار، واعتبرت هذه اللقطة لاحقا أغلى المجازفات ثمنا في العصر الصامت. يحاول جنود الاتحاد خوض النهر، ولكن مدفعية ومشاة الجنوب يفتحون النار عليهم، وفي النهاية يردونهم مرة أخرى في حالة من الفوضى.
كمكافأة على شجاعته، وتم تسجيل جوني في الجيش برتبة ملازم. في المشهد الأخير، يحاول جوني تقبيل صديقته إلا أنه ملزم بتحية الجنود المارين. يستخدم جوني في النهاية يدا واحدة لحضن صديقته والأخرى له أن لتحية الرجال المارين.

## طاقم التمثيل
- باستر كيتون - جوني غراي
- ماريون ماك - أنابيل لي
- غلين كافندر - الكابتن أندرسون
- جيم فارلي - الجنرال تاتشر
- فريدريك فروم - الجنرال الكونفدرالي
- تشارلز هنري سميث – والد أنابيل الأب (باسم تشارلز سميث)
- فرانك بارنز - شقيق أنابيل
- جو كيتون - جنرال اتحادي
- مايك دونلين - جنرال اتحادي
- توم نون - جنرال اتحادي
- آل سانت جون - ضابط على ظهر حصان (غير مسجل)
- بوريس كارلوف - جنرال إتحادي (غير مسجل) (غير مؤكد)

## الإنتاج

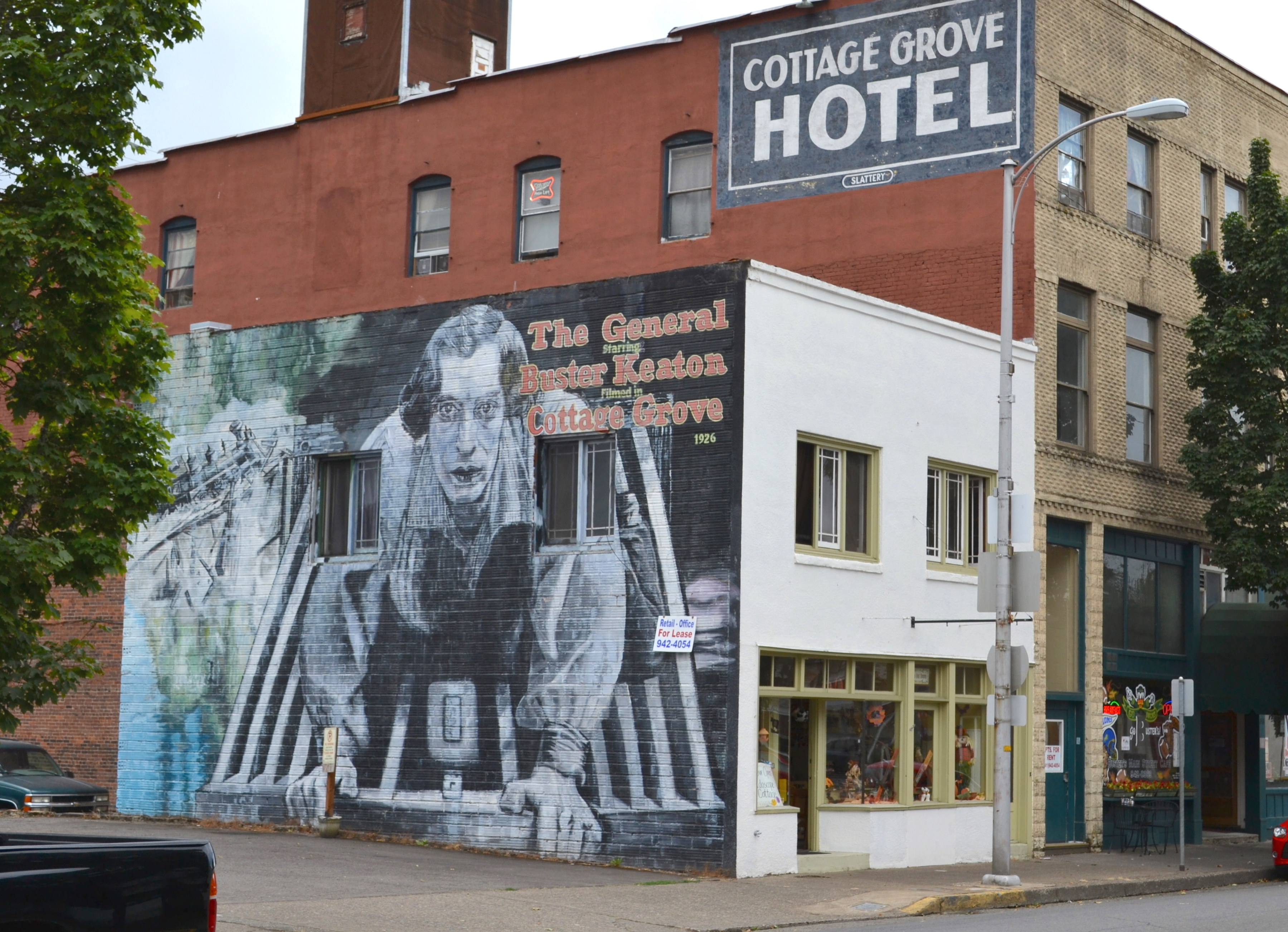
لافتة الجنرال في كوتاج غروف، أوريغون

نفذ كيتون العديد من المجازفات البدنية الخطيرة في القطار المتحرك وحوله، بما في ذلك القفز من القطار إلى عربة النقل، ويجلس على عربة ماشية على القطار البطيء بينما يحمل ربطة السكة، والجري على السطح. إحدى أخطر المشاهد كانت عندما جلس باستر على إحدى قضبان التوصيل، التي تربط سائقي القطارات. في الفيلم، يبدأ القطار ببطء وتزداد سرعته تدريجيا وهو يدخل السقيفة.
تضمنت ذروة الفيلم لحظة مذهلة حيث ينهار الجسر عندما يعبر عليه القطار. صور كيتون الانهيار في غابة صنوبرية حول بلدة كوتاج جروف في ولاية أوريغون، واستخدم 500 ممثل إضافي من حرس أوريغون الوطني. وارتدوا الزي الرسمي لجنود الاتحاد وتم تصويرهم من اليسار إلى اليمين قبل تغيير الزي الرسمي لجنود الجنوب وتغيير التصوير من اليمين إلى اليسار.
تركت شركة الإنتاج الحطام في قاع النهر بعد أن تم تصوير المشهد. أصبح القطار المحطم منطقة جذب سياحي صغيرة منذ ما يقرب من عشرين عاما. تم انتشال خردة القطار خلال الحرب العالمية الثانية.

## الاستقبال
كان أداء الجنرال عند إصداره الأول ضعيفا سواء على شباك التذاكر أو بين النقاد. وتكلمت مجلة فارايتي عن فيلم أن «الجنرال» هو «أبعد ما تكون عن الفكاهة» وأنه «هو الأسوأ». وقال ناقد نيو يورك تايمز موردونت هول «بأن المنتج نفسه أنتج الفيلم بشكل جيد، ولكن المتعة ليست واضحة فيه بالضبط»، «وهو ليس بمثل جهود السيد كيتون السابقة». ذكرت صحيفة لوس أنجلوس تايمز أن الفيلم «ليس كوميديا صريحة وفي مجمله ليس دراما مثيرة» ويذهب إلى القول بأن الفيلم «يستمر بشكل رهيب بمطاردة طويلة ومرهقة من قطار لآخر». وكان أحد أضعف أفلام كيتون في شباك التذاكر.
اعتبر كيتون هذا الفيلم بأنه الأفضل بين كل أفلامه. في وقت لاحق اتفق معه الجمهور والنقاد، ويعتبر الآن من الكلاسيكيات الكبرى لعصر السينما الصامتة.
في عام 1989، اختير الجنرال لحفظه في سجل الولايات المتحدة للسينما من قبل مكتبة الكونغرس بأنه «فيلم ذو أهمية حضارية وتاريخية وجمالية». وتم إدخاله في السجل في السنة الأولى من ترشيحه، جنبا إلى جنب مع أفلام مثل أفضل سنوات حياتنا، كازابلانكا، المواطن كين، ذهب مع الريح، سنو وايت والأقزام السبعة، وسانسيت بوليفارد..
في استفتاء النقاد والسينمائيين عام 2002 على أفضل الأفلام، أدرج الناقد روجر إيبرت في الجنرال في أحسن عشرة أفلام شاهدها. كما وضعه على قائمته حول الأفلام العظيمة. وكان في المرتبة رقم 1 في قائمة أعظم 100 فيلم من عصر السينما الصامتة من قبل موقع silentera.com.
قامت شركة التوزيع الأمريكية كينو إنترناشنال بعرض الفيلم على تقنية بلو راي في نوفمبر 2009. وهذا هو الإصدار الأمريكي الأول لفيلم طويل صامت على وسائط الفيديو عالية الوضوح. ونسخة بلو راي يعيد نسخ نفس اللقطات الإضافية من إصدار كينو لعام 2008 «ونسخة القرصين الكاملة» على DVD، بما في ذلك خيار وضع ثلاث تسجيلات اوركسترا مختلفة كموسيقى تصويرية.
تقديرات معهد الفيلم الأمريكي
- AFI 100 سنة.. . 100 ضحكة # 18
- AFI 100 سنة.. . 100 فيلم (نسخة الذكرى العاشرة) # 18

## نسخة عام 1953
في عام 1953، تم إصدار نسخة جديدة من الفيلم عن طريق ريمون روهاور، موزع سينمائي وجامع أفلام. وأعيد تحرير الفيلم مع مقدمة وموسيقى. هذا الإصدار لا يزال قيد حق المؤلف وأقام روهاور دعوى تسجيل حق المؤلف في عام 1953 وجدد حقوق التأليف والنشر في عام 1983.

### بيبلوغرافيا
- Huntley، John (1969). Railways In The Cinema. Ian Allan. ص. 33–42. SBN 7110 0115 4.

## وصلات خارجية
- الجنرال على موقع IMDb (الإنجليزية)
- الجنرال على موقع الموسوعة البريطانية (الإنجليزية)
- الجنرال على موقع روتن توميتوز (الإنجليزية)
- الجنرال على موقع نتفليكس (الإنجليزية)
- الجنرال على موقع ألو سيني (الفرنسية)
- الجنرال على موقع Turner Classic Movies (الإنجليزية)
- الجنرال على موقع أول موفي (الإنجليزية)
- الجنرال على موقع فيلمافينيتي (الإسبانية)
- الجنرال على موقع قاعدة بيانات الأفلام السويدية (السويدية)
- الجنرال على موقع قاعدة بيانات الفيلم (الإنجليزية)
- الجنرال متوفر للتحميل المجاني على أرشيف الإنترنت
- لقطات محتارة (ملكية عامة)
- The Raid Lives On